# Agafamosquits becllarg
L'agafamosquits becllarg (Ramphocaenus melanurus) és un ocell de la família dels polioptílids (Polioptilidae).

## Descripció
L'agafamosquits becllarg adult té una longitud de 12-13 cm i un pes de 8-11 g. Té el bec llarg i prim i la cua curta. Les parts superiors són de color marró grisós, amb marrons als costats del cap. La gola és blanca, ombrejada per barrejar-se a la resta de les parts inferiors. La cua és de color negre amb puntes blanques a totes excepte a les plomes centrals, i és sovint la belluga. la subespècie R. m. trinitatis, de l'est de Colòmbia, Veneçuela i Trinitat té parts inferiors més pàl·lides, i flancs i costats del cap. La crida és un “drdrdrdrdrdrrr”.

## Hàbitat
Habita el sotabosc i arbusts de les terres baixes des del nord de l'estat d'Oaxaca i sud de Veracruz cap al sud a la llarga d'ambdós vessants fins a Panamà, nord i oest de Colòmbia, Veneçuela, Guaiana, oest de l'Equador i nord-oest del Perú, cap al sud, a través de l'est de l'Equador i est i nord-est del Brasil.

## Comportament

### Reproducció
L'agafamosquits becllarg construeix un niu de copa profunda molt baix en una planta petita o en un plançó. Els dos ous blancs són incubats per tots dos pares durant 16-17 dies fins a l'eclosió, i 11-12 dies més fins que els polls són volanders.

### Alimentació
Es mouen activament en la vegetació, menjant principalment insectes, ous d'insectes i aranyes. Solen aparèixer en parelles o grups familiars.

## Taxonomia
L'agafamosquits becllarg va ser descrit per l'ornitòleg francès Louis Pierre Vieillot el 1819 a partir d'un espècimen recollit al Brasil. Va encunyar el nom binomial Ramphocaenus melanurus. El nom del gènere Ramphocaenus significa "bec inusual", del grec antic «rhamphos» (ῥάµϕος,"bec") i «cænos» (καινός,  "estrany"). L'epítet específic combina l'antic grec «melas» "negre" i «oura» "cua".
Un estudi filogenètic molecular publicat el 2018 va trobar que dues subespècies de Ramphocaenus melanurus van formar un clade separat. Les subespècies es van dividir per convertir-se en el agafamosquits cridaner (Ramphocaenus sticturus) i l'agafamosquits becllarg.
Es reconeixen tretze subespècies:
- R. m. rufiventris (Bonaparte, 1838) – sud de Mèxic a oest d'Equador.
- R. m. ardeleo (Van Tyne & Trautman, 1941) – península de Yucatán (sud-est de Mèxic) i nord de Guatemala.
- R. m. panamensis (Phillips, 1991) – zona centre i est de Panamà.
- R. m. sanctaemarthae (Sclater, 1862) – nord de Colòmbia i nord-oest de Veneçuela.
- R. m. griseodorsalis (Chapman, 1912) – oest de Colòmbia.
- R. m. pallidus (Todd, 1913) – Zulia Valley (centre nord de Colòmbia) i oest de Veneçuela.
- R. m. trinitatis (Lesson, 1839) – est de Colòmbia fins al nord de Veneçuela, Trinidad.
- R. m. albiventris (Sclater, 1883) – est Veneçuela, les Guaianes i nord de Brasil.
- R. m. duidae (Zimmer, 1937) – nord-est d'Equador fins al sud de Veneçuela.
- R. m. badius (Zimmer, 1937) – nord-est de Perú i sud-est d'Equador.
- R. m. amazonum (Hellmayr, 1907) – est de Perú fins al centre de Brasil.
- R. m. austerus (Zimmer, 1937) – est de Brasil i sud de l'amazonia.
- R. m. melanurus (Vieillot, 1819) – centre est de Brasil.